# Cyanursyra
Cyanursyra eller isocyanursyra är två kemiska föreningar med formeln C3N3(OH)3 (cyanursyra) eller (CO)3(NH)3 (isocyanursyra). Syrorna är tautomera och existerar i jämvikt med varandra. De är cykliska trimerer av cyansyra respektive isocyansyra.

## Historia
Cyanursyra framställdes första gången 1829 av den tyske kemisten Friedrich Wöhler genom termisk sönderdelning av urea (CO(NH2)2).
{\displaystyle {\rm {3\ CO(NH_{2})_{2}\ {\xrightarrow {\Delta }}\ C_{3}N_{3}(OH)_{3}+3\ NH_{3}}}}

## Framställning
Idag framställs cyanursyra genom hydrolys av melamin (C3N3(NH2)3)
{\displaystyle {\rm {C_{3}N_{3}(NH_{2})_{3}+3\ H_{2}O\rightarrow C_{3}N_{3}(OH)_{3}+3\ NH_{3}}}}

## Användning
Cyanursyra används främst för tillverkning av triklorisocyanursyra (C3O3N3Cl3) som används som decinficeringsmedel.
{\displaystyle {\rm {C_{3}N_{3}(OH)_{3}+3\ Cl_{2}\rightarrow C_{3}O_{3}N_{3}Cl_{3}}}}